# زاك ماكليلان
زاك ماكليلان (بالإنجليزية: Zach McClellan)‏ هو لاعب كرة قاعدة أمريكي، ولد في 25 نوفمبر 1978 في توليدو في الولايات المتحدة.

## وصلات خارجية
- زاك ماكليلان على موقع دوري كرة القاعدة الرئيسي (الإنجليزية)
- زاك ماكليلان على موقعبيزبول رفرنس.كوم (الدوري الرئيسي) (الإنجليزية)
- زاك ماكليلان على موقعبيزبول رفرنس.كوم (الدوري الثانوي) (الإنجليزية)
- زاك ماكليلان على موقع إي إس بي إن.كوم (أم.أل.بي) (الإنجليزية)
- زاك ماكليلان على موقع مشجعي الرسوم البيانية (الإنجليزية)